# ГАЗ SDV 3.5
ГАЗ SDV 3.5 (Smart Delivery Vehicle) — малотоннажный грузовой электромобиль, официально представленный 5 сентября 2023 года на выставке Comtrans в Москве. Является первым переднеприводным фургоном Горьковского автомобильного завода.

## История
ГАЗ SDV 3.5 впервые был представлен на выставке Comtrans осенью 2023 года. Автомобиль произведён на базе агрегатов семейства ГАЗель e-NN, от которого были взяты электропривод и интерьер. Заявленный запас хода составляет 130—200 км.
При проектировании дизайна группа ГАЗ опиралась на автомобили Amazon. Ввиду низкого пола автомобиль не оснащается рамой. Другими преимуществами являются автоматическая дверь, откидная аппарель, трансформируемый грузовой отсек и прямой доступ туда с места водителя.
Автомобили ГАЗ SDV 3.5 оснащаются электродвигателями мощностью 100—150 кВт (136—204 л. с.). По состоянию на 2023 год начало серийного производства неизвестно. В настоящее время автомобиль работает в службах доставки Ozon и «Яндекс.Маркет».